# Guerriero americano 5
Guerriero americano 5 (American Ninja V) è un film di arti marziali del 1993 diretto da Bobby Jean Leonard.
Quinto e ultimo episodio della serie, il film non ha un chiaro legame con i precedenti.

## Trama
Joe, insieme al suo amico giapponese Tadashi, gestisce una palestra di arti marziali. Il maestro Tetsu gli chiede di allenare il proprio figlio Hiro, che però si disinteressa della disciplina marziale.
Intanto il perfido Viper, ninja dai poteri occulti, ordisce piani criminali. Ma in questi piani inciampa Joe con il giovane Hiro al suo fianco: i due dovranno affidarsi al potere positivo del ninjutsu per poter sconfiggere Viper.

## Produzione
Cambiato il regista e gli sceneggiatori, lontane ormai le coreografie di Mike Stone che avevano reso famoso il filone, il film vede il ritorno di Tadashi Yamashita, l'attore giapponese che interpreta il Ninja nero nel primo film della serie. Il personaggio stavolta è positivo, e Yamashita cura anche le coreografie del film.
La presenza del caratterista Pat Morita richiama un'altra serie di film di arti marziali di cui lui è stato protagonista: The Karate Kid.
Il film è girato fra Los Angeles, Roma ed il Venezuela.